# Magdi Allam
Magdi Cristiano Allam, arab. مجدي علام (ur. 22 kwietnia 1952 w Kairze) – włoski dziennikarz, publicysta i polityk pochodzenia egipskiego, poseł do Parlamentu Europejskiego VII kadencji.

## Życiorys
Urodził się w Egipcie. W 1972 wyjechał do Włoch, gdzie ukończył studia z zakresu socjologii na Uniwersytecie Rzymskim – La Sapienza. W 1986 uzyskał włoskie obywatelstwo. Karierę dziennikarską rozpoczął w komunistycznej gazecie "Il Manifesto". Przeniósł się następnie do centrolewicowej "La Repubblica", w której pracował jako komentator. W 2003 dołączył do redakcji "Corriere della Sera", obejmując stanowisko zastępcy redaktora naczelnego tego pisma.
W działalności publicystycznej zajmował się tematami związanymi z imigracją, a także stosunkami między muzułmanami i światem zachodnim. Krytykował w szczególności islamskich ekstremistów. W 2008 przeszedł na katolicyzm, w Niedzielę Wielkanocną został ochrzczony przez papieża Benedykta XVI.
Jesienią 2008 ogłosił powołanie partii politycznej pod nazwą Protagonisti per l'Europa Cristiana. W wyborach w 2009 z listy Unii Centrum uzyskał mandat posła do Parlamentu Europejskiego. Odszedł z UdC w trakcie kadencji, działał krótko w partii Bracia Włosi.

## Wybrane publikacje
- Viva Israele, Mondadori 2007, ISBN 978-88-04-56777-6
- Io amo l'Italia. Ma gli italiani la amano?, Mondadori 2006, ISBN 88-04-55655-2
- Vincere la paura: La mia vita contro il terrorismo islamico e l'incoscienza dell'Occidente, Mondandori 2005, ISBN 88-04-55605-6
- Diario dall'Islam, Mondadori 2002, ISBN 88-04-50478-1
- Bin Laden in Italia. Viaggio nell'Islam Radicale, Mondadori 2002, ISBN 88-04-51416-7
- Jihad in Italia. Viaggio nell'Islam Radicale, Mondadori 2002, ISBN 88-04-52421-9
- Saddam. Storia Segreta di un Dittatore, Mondadori 2002, ISBN 978-88-04-51633-0